# Park Narodowy Chorro El Indio
Park Narodowy Chorro El Indio (hiszp. Parque nacional Chorro El Indio) – park narodowy w Wenezueli położony w stanie Táchira. Został utworzony 7 grudnia 1989 roku i zajmuje obszar 160 km².

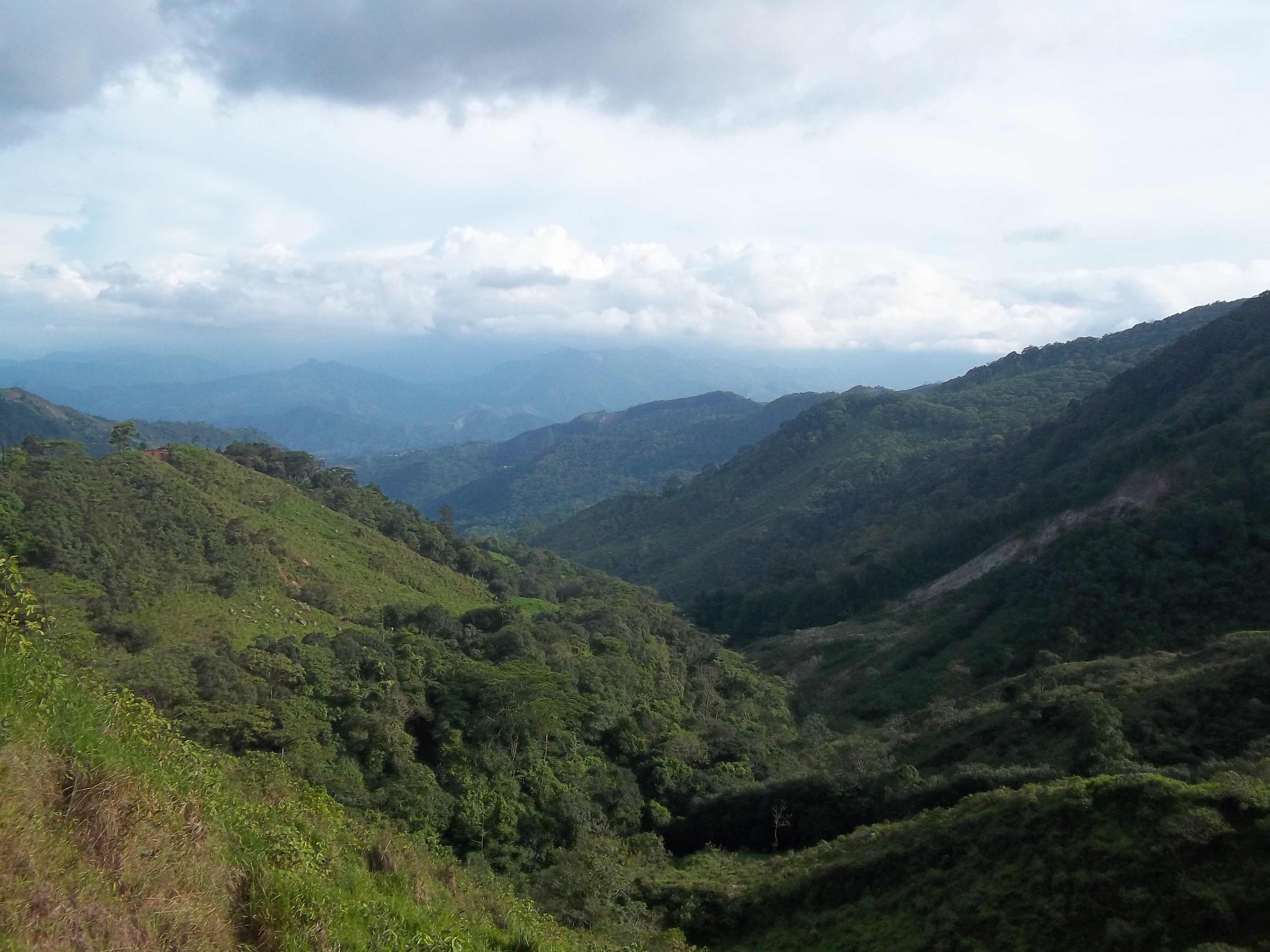
Pasmo górskie Sierra La Maravilla

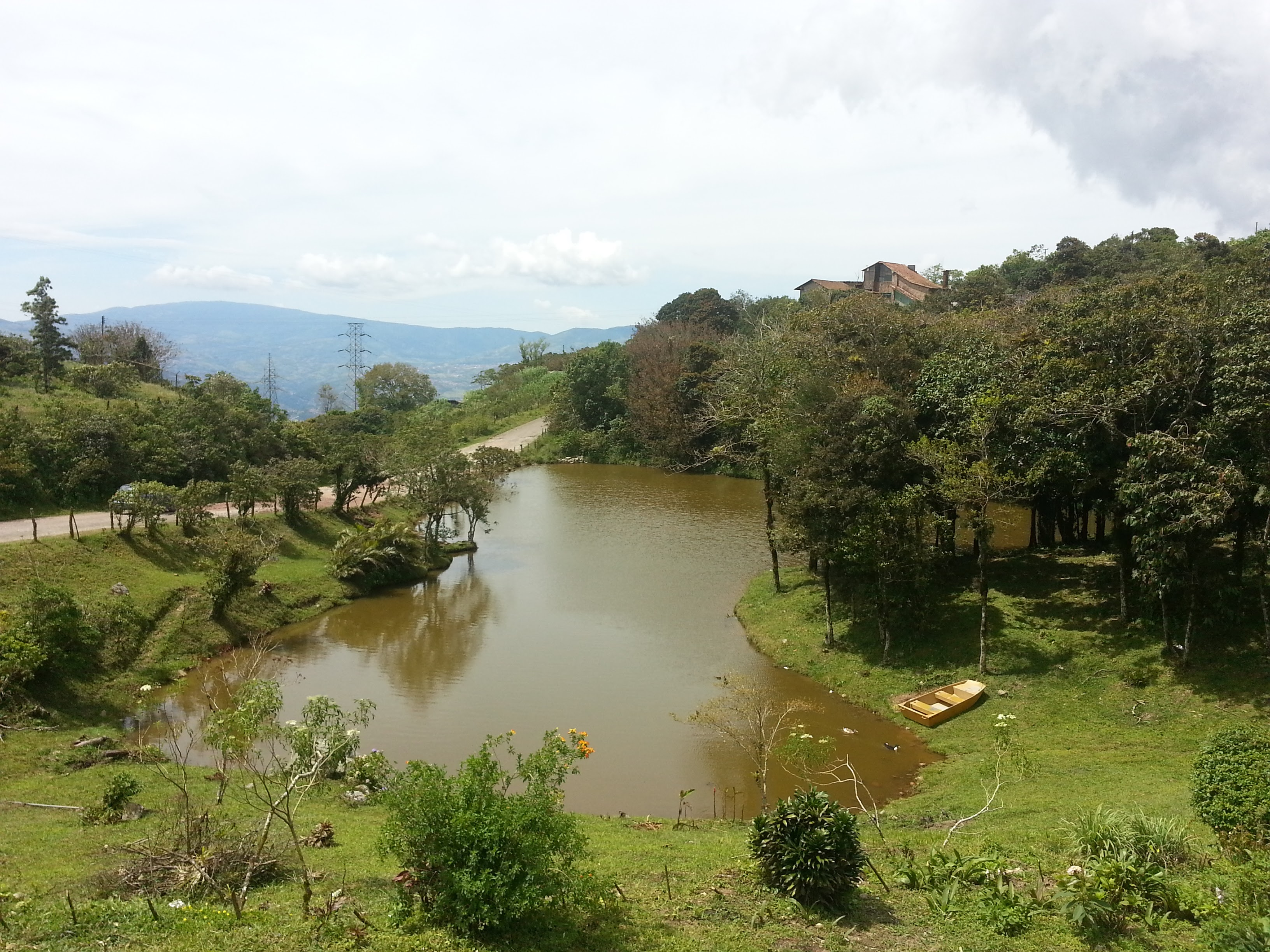
Jezioro Los Patos

## Opis
Park obejmuje duży fragment pasma górskiego Sierra La Maravilla położonego w północnej części Andów. Pasmo stanowi dział wodny między rzekami Torbes i Uribante. Najwyższy szczyt to Páramo de Guarín (2600 m n.p.m.). W parku występuje wiele rzek, strumieni i wodospadów. Najbardziej znanym wodospadem jest Chorro El Indio. Niżej położone obszary parku pokrywa wilgotny las równikowy i tropikalny wilgotny las górski. Wyżej występuje las mglisty i paramo.
Średnia roczna temperatura w parku wynosi w zależności od wysokości od +12 °C do +23 °C.

## Flora
W parku dominują rośliny z rodzin bignoniowate, wilczomleczowate, wawrzynowate, mirtowate i marzanowate. Rosną tu też narażony na wyginięcie (VU) cedrzyk wonny, a także m.in.: Inga nobilis, Anacardium excelsum i Ficus maxima. Występują liczne storczyki z rodzaju Epidendrum. 

## Fauna
Ssaki występujące w parku to narażone na wyginięcie (VU) andoniedźwiedź okularowy i mazama karłowata, a także m.in.: pekariowiec obrożny, ocelot wielki, kinkażu żółty, szop krabożerny i pakarana Branickiego.
Ptaki tu żyjące to m.in.: narażony na wyginięcie (VU) czubacz hełmiasty, a także czakalaka rdzaworzytna. Gady to m.in.: Bothrops venezuelensis oraz węże z rodzajów Micrurus i Oxybelis.